# Protapanteles nigerrimus
Protapanteles nigerrimus är en stekelart som först beskrevs av Per Abraham Roman 1924.  Protapanteles nigerrimus ingår i släktet Protapanteles och familjen bracksteklar. Inga underarter finns listade i Catalogue of Life.